# EG Group
EG Group est une entreprise britannique de gestion de stations-service, appartenant à TDR Capital et aux frères Issa (en).

## Histoire
En décembre 2016, BP annonce l'acquisition de 500 stations d'essence en Australie à Woolworths pour 1,3 milliard de dollars australiens. L'accord est rejeté par les autorités de la concurrence australienne. À la suite de ce refus, Woolworths annonce la vente de ces activités à EG Group pour 1,73 milliard de dollars australien.
En octobre 2020, Wal-Mart annonce la vente d'Asda à un consortium incluant le fonds TDR Capital (en) et les frères Issa (en) pour 8,8 milliards de dollars.
En décembre 2020, EG Group annonce l'acquisition de 285 stations-service en Allemagne à OMV pour 485 millions de dollars.
En février 2021, EG Group acquiert les stations-service d'Asda pour 750 millions de livres.
En avril 2021, EG Group annonce l'acquisition de Leon, une chaîne de restauration britannique, pour 100 millions de livres.
En septembre 2021, EG Group annonce l'acquisition de Cooplands, une chaîne britannique de boulangerie, ayant 180 magasins, pour un montant non dévoilé.